# Thăm khám trực tràng
Thăm khám trực tràng là một phương pháp thăm khám bên trong trực tràng thực hiện bởi một bác sĩ hay những người có chuyên môn trong y khoa khác.

## Thủ thuật tuốc-xê trực tràng
Thăm khám trực tràng bằng ngón tay, sờ trực tràng hay tuốc-xê hậu môn trực tràng (từ tiếng Pháp toucher rectal) (DRE; tiếng Latinh: palpatio per anum, PPA) là một thủ thuật tương đối đơn giản. Người bệnh nhân cởi quần, sau đó nằm theo tư thế mà hậu môn có thể thấy và tiếp cận được (nằm nghiêng một bên, ngồi xổm trên bàn khám, gập người nằm chổng mông trên bàn khám, hay nằm ngửa ở tư thế hai chân gập và dạng sang hai bên).
Trong thủ thuật này, các khu vực có thể sờ thấy được là vùng hành niệu đạo, hoành niệu sinh dục,... nhưng không thể sờ được các cấu trúc như niệu quản và niệu đạo.
Nếu bệnh nhân nằm nghiêng một bên, bác sĩ thường sẽ bảo bệnh nhân co một hoặc hai chân lên đến ngực. Nếu bệnh nhân nằm chổng mông trên bàn khám, bác sĩ sẽ nói người bệnh đặt khuỷu tay trên bàn và hơi cúi người về phía trước. Nếu bệnh nhân ở vị trí nằm ngửa, bác sĩ sẽ nói bệnh nhân trượt về phía cuối bàn sao cho mông nằm sát mép bàn. Bệnh nhân sau đó đặt hai chân lên chỗ để chân.
Bác sĩ banh mông bệnh nhân sang hai bên và thường sẽ kiểm tra vùng bên ngoài (hậu môn và vùng hội âm) xem có những bất thường như trĩ, khối sưng phồng, ban đỏ, mụn hay không. Tiếp đó, khi bệnh nhân giãn thoải mái, bác sĩ sẽ luồn một ngón tay đã bôi trơn vào trong trực tràng qua hậu môn bệnh nhân và sờ mặt bên trong trong vòng khoảng sáu mươi giây.

## Sử dụng
Cách thăm khám này có thể được sử dụng để:
- chẩn đoán các khối u, bướu trong trực tràng và các dạng khác của ung thư;
- chẩn đoán các rối loạn tuyến tiền liệt, đáng kể là các u, bướu và tăng sinh tuyến tiền liệt lành tính,[1][2] dù DRE thường không thấy đa số các khối u giai đoạn sớm.

DRE thường được phối hợp với một FOBT (xét nghiệm kiểm tra máu ẩn trong phân, là một xét nghiệm có ý nghĩa cho chẩn đoán bệnh nguyên của một tình trạng thiếu máu và/hay khẳng định xuất huyết tiêu hóa.
DRE là một phương pháp thăm dò không đầy đủ cho các ung thư đại trực tràng vì nó chỉ thăm khám được ít hơn 10% vùng niêm mạc đại trực tràng; soi đại tràng sigma là phương pháp được ưa chuộng hơn. Tuy nhiên, DRE là một phần rất quan trọng của một thăm khám tổng quát, do rất nhiều loại khối u hay các bệnh lý khác hình thành và xuất hiện ở đoạn xa của trực tràng.
Đôi khi nội soi trực tràng cũng có thể có trong một thăm khám trực tràng.

## Tranh cãi
The practice of rectal exams without prior consent has been reported by many patients in various countries. According to media reports, student physicians are not taught to obtain prior consent from patients prior to examining their rectum.
Some of these situations have resulted in lawsuits and reported in the news.